# Kiril Christow

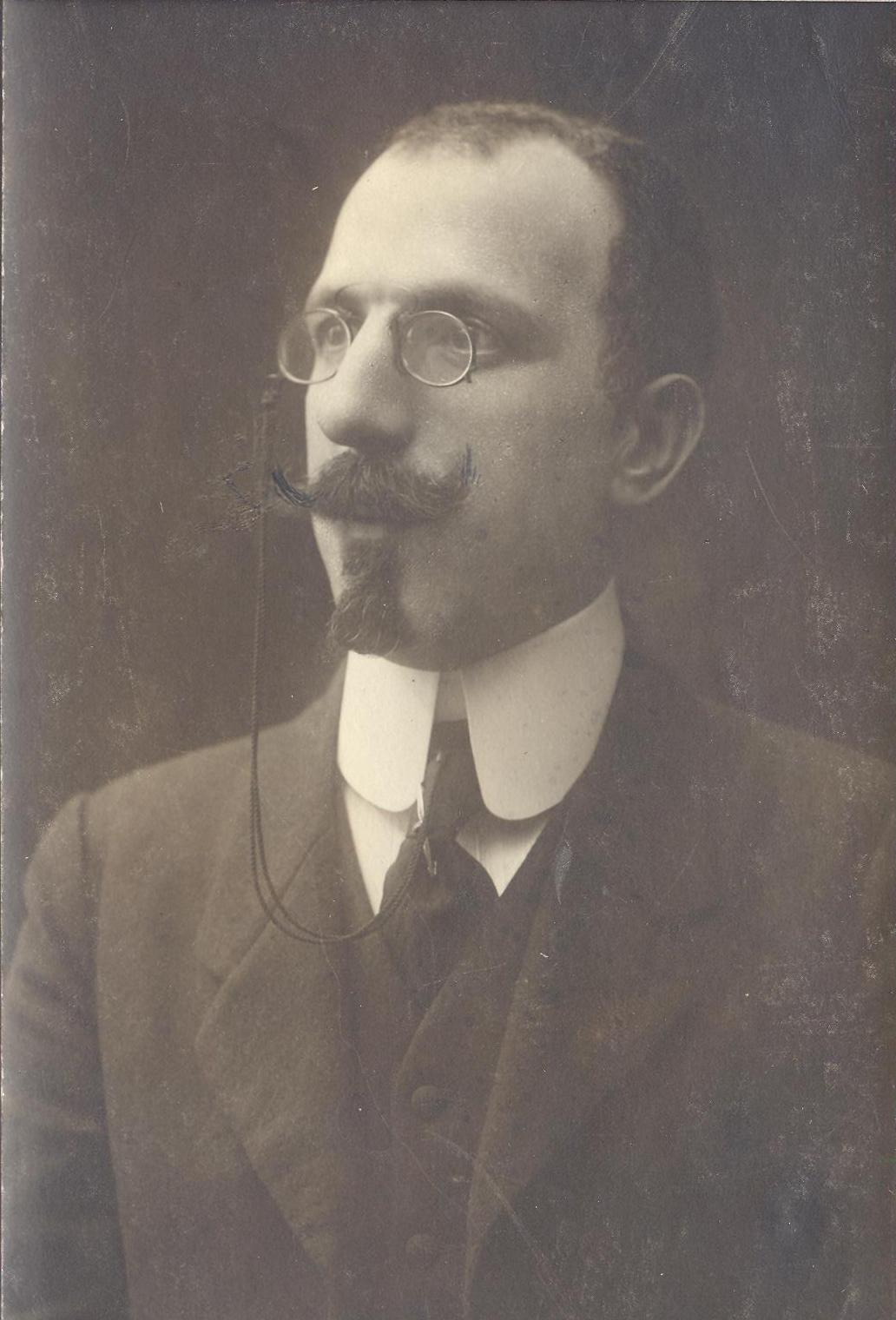
Kiril Christow

Kiril Christow (bulgarisch Кирил Христов ['xristɔv]; wiss. Transliteration Kiril Christov; * 29. Juni 1875 in Stara Zagora; † 7. November 1944) war ein bulgarischer Dichter, Romancier und Dramatiker. Er ist der Vater des Geodäten Wladimir Christow (1902–1979).

## Leben
Christow wurde am 29. Juni 1875 in Stara Zagora geboren und ging dort, sowie in Samokow, Weliko Tarnowo und Sofia zur Schule. 1895 ging er mit einem Stipendium zur Militärschule der Marine in Triest. In Italien befasste er sich unter anderem mit Dante Alighieri und Giacomo Leopardi. Nach einem Jahr Aufenthalt ging er zurück nach Bulgarien. Es folgten Reisen nach Italien und ins Deutsche Reich. Eine Zeit lang unterrichtete Christow bulgarische Sprache und Literatur an der Karls-Universität in Prag. 
Während der Balkankriege 1912/13 und auch während des Ersten Weltkrieges arbeitete Christow als Militärkorrespondent. 1922 ließ er sich in Leipzig nieder, 1929 in Prag. 1930 unterrichtete er wieder an der Karls-Universität Prag. 1938 kehrte er nach Bulgarien zurück. Am 7. November 1944 starb er an Lungenkrebs.